# Majin (film, 1966)
Série Trilogie Majin
Le Retour de Majin
(1966)
Pour plus de détails, voir Fiche technique et Distribution.
Majin (大魔神, Daimajin) est un film japonais réalisé par Kimiyoshi Yasuda, sorti en 1966. Il est le premier film d'une trilogie qui se poursuit avec Le Retour de Majin et qui finit avec Le Combat final de Majin.

## Synopsis
Une statue de pierre géante prend vie pour protéger les habitants d'un village de la persécution d'un seigneur de la guerre.

## Fiche technique
- Titre : Majin
- Titre original : 大魔神 (Daimajin?)
- Réalisation : Kimiyoshi Yasuda
- Réalisation des séquences avec effets spéciaux : Yoshiyuki Kuroda (ja)
- Scénario : Tetsurō Yoshida
- Photographie : Fujio Morita (ja)
- Montage : Hiroshi Yamada
- Musique : Akira Ifukube
- Producteur : Masaichi Nagata
- Société de production : Daiei
- Pays d'origine :  Japon
- Langue originale : japonais
- Format : couleur (Eastmancolor) - 2,35:1 (Daieiscope) - 35 mm - son mono
- Genre : fantastique ; chanbara ; kaiju eiga
- Durée : 84 minutes[1] (métrage : 8 bobines - 2 296 m[1])
- Dates de sortie :
  - Japon : 17 avril 1966[1]
  - États-Unis : 9 août 1968[2]

## Distribution
- Miwa Takada : Kozasa Hanabusa, héritière du clan Hanabusa
- Yoshihiko Aoyama : Tadafumi Hanabusa, héritier du clan Hanabusa
- Jun Fujimaki : Kogenta Sarumaru, un vassal fidèle du clan Hanabusa
- Ryūzō Shimada : Tadakiyo Hanabusa, chef du clan Hanabusa, un dirigeant féodal
- Ryūtarō Gomi : Samanosuke Ōdate, membre du clan Hanabusa à la tête du coup d'état qui renverse Tadakiyo
- Tatsuo Endō : Gunjurō Inugami, un collaborateur de Samanosuke
- Shōsaku Sugiyama : Yūsuke Kajiura
- Saburō Date : Ippei Chūma
- Otome Tsukimiya : Shinobu, une sorcière, adoratrice de Daimajin
- Keiko Kayama : Haruno
- Eigorō Onoe : Gosaku
- Gen Kimura : Mosuke, un ouvrier du bâtiment
- Shizuhiro Inoguchi : Take-bō, un jeune va-nu-pieds, fils de Mosuke
- Hideki Ninomiya : Tadafumi enfant
- Masako Morishita : Kozasa enfant
- Yūtarō Ban : Mondo
- Hideo Kuroki : Magojūrō Harada
- Akira Shiga
- Jun Ōsugi
- Jun Katsumura
- Kazuo Moriuchi
- Akira Amemiya
- Shinjirō Akatsuki
- Kanji Uehara
- Hatsumi Yoshikawa

## Production
Conçue par la Daiei, la série combine le savoir-faire du studio dans les genres du chanbara et du kaiju eiga, les trois films de la « trilogie Majin » ont été tournés en même temps, mais sont sortis sur une période de neuf mois : avril, août et décembre 1966 pour le dernier opus. Ils sont le fruit de la collaboration de Yoshiyuki Kuroda (ja) qui a tourné toutes les séquences avec effets spéciaux avec les trois réalisateurs Kimiyoshi Yasuda, Kenji Misumi et Kazuo Mori.

## Sortie vidéo
La trilogie Majin sort en coffret DVD/Blu-ray le 25 mars 2020, édité par Le Chat qui fume, avec en plus des trois films (Majin, Le Retour de Majin, Le Combat final de Majin) un retour sur la saga par le journaliste de Mad Movies Fabien Mauro (40'), et un entretien avec le scénariste Fathi Beddiar (42').